# Schiffssetzung

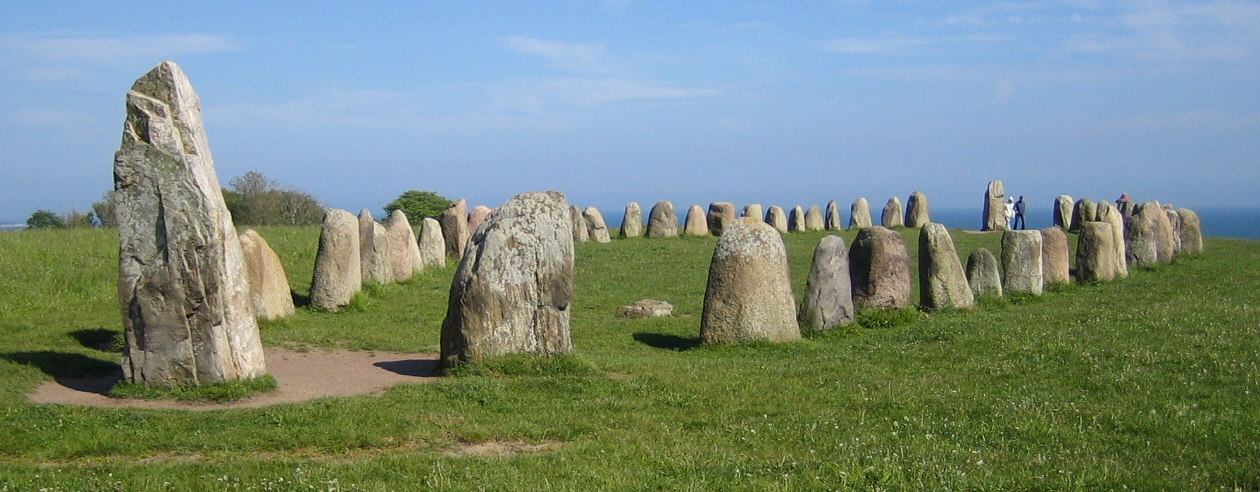
Schiffssetzung Ales stenar, von Anders Österling in einem Gedicht beschrieben

Eine Schiffssetzung (schwedisch skeppssättning; dänisch skibssætning; norwegisch skipssetning) ist eine dem Umriss eines Bootes oder Schiffes nachbildende Steinsetzung, die primär im Ostseeraum vorkommt und Brand- oder Urnengräber markiert. Mitunter fanden sich wie Hütten geformte kleine Steinkisten mit Urnen innerhalb oder neben der Schiffssetzung. In Schonen wurden 26 verschiedene Urnen aus mehreren Jahrhunderten innerhalb einer Schiffssetzung entdeckt.
Während Schiffssetzungen aus großen Steinformaten vorwiegend in die späte Bronze- und frühe Eisenzeit, also in vorchristliche Zusammenhänge datiert werden, gehören die aus kleineren Steinformaten errichteten Gruppen (zum Beispiel Ales stenar) in die Wikingerzeit (ca. 800–1150 n. Chr.). Lediglich 25 Schiffssetzungen lassen sich in die Bronzezeit datieren. Einige frühe Exemplare sind auf Gotland, in Estland und Finnland zu finden.

## Bedeutung und Abgrenzung
Schiffssetzungen – aus bogenförmig angeordneten Bautastein-Reihen – symbolisieren das Schiff, das die Toten in das Totenreich bringen soll. Sie sind nicht nur Begrenzungen der Gräber, sondern auch Teil des Grabkultes. Schiffssetzungen sind in Verbindung mit Grabhügeln und Runensteinen anzutreffen (als „Dreierkombination“ bezeichnet).
Schiffssetzungen sind zu trennen von den Bootsgräbern der Vendelzeit, von Anlagen wie dem Bootkammergrab von Haithabu, von Schiffsopfern (zum Beispiel Nydamboot) und den wikingerzeitlichen Schiffsgräbern (Ladbyschiff, Oseberg-Schiff) bei denen reale Schiffe als Grabraum verwendet wurden.

## Gestaltung
Die meisten Schiffssetzungen (oder Schiffssteinsetzungen) bestehen aus Findlingen, die zumeist Nord-Süd orientiert in Form eines Schiffsrumpfes aufgestellt wurden. Am niedrigsten sind in der Regel die Steine in der Schiffsmitte. Richtung Bug und Heck können bei großen Setzungen, bis zu 4 m hoch sein. Von diesem Erscheinungsbild weichen die nicht aus Findlingen, sondern aus flachen Platten bestehenden Bornholmer Schiffe ab, die am Boden liegen oder in Form eines Schiffes aufgestellt sind und als Schiffsrösen (Skibsrøser) bezeichnet werden. Schiffssetzungen aus Holzpfählen wurden in Ejstrupholm, Snejbjerg und Silkeborg (alle in Dänemark) gefunden.
Auf dem Gräberfeld von Domarlunden auf Gotland gibt es eine Schiffssetzung aus Kalksteinplatten und die Anlage von Askeberga/Vad besteht aus 24 bis zu drei Meter hohen Feldsteinen. Einige dänische Schiffssetzungen (wie Glavendrup) tragen am Bug einen Runenstein. Gotländische Schiffe sind sehr zahlreich. Sie werden bis zu 47 m lang, sind aber nur ausnahmsweise bis zu 1,5 m hoch. Einige Schiffe (zum Beispiel Schiffssetzung von Lugnaro und Schiffssetzung von Slättaröd) wurden mit Stein-Erdehügeln bedeckt.

Schiffssetzungen
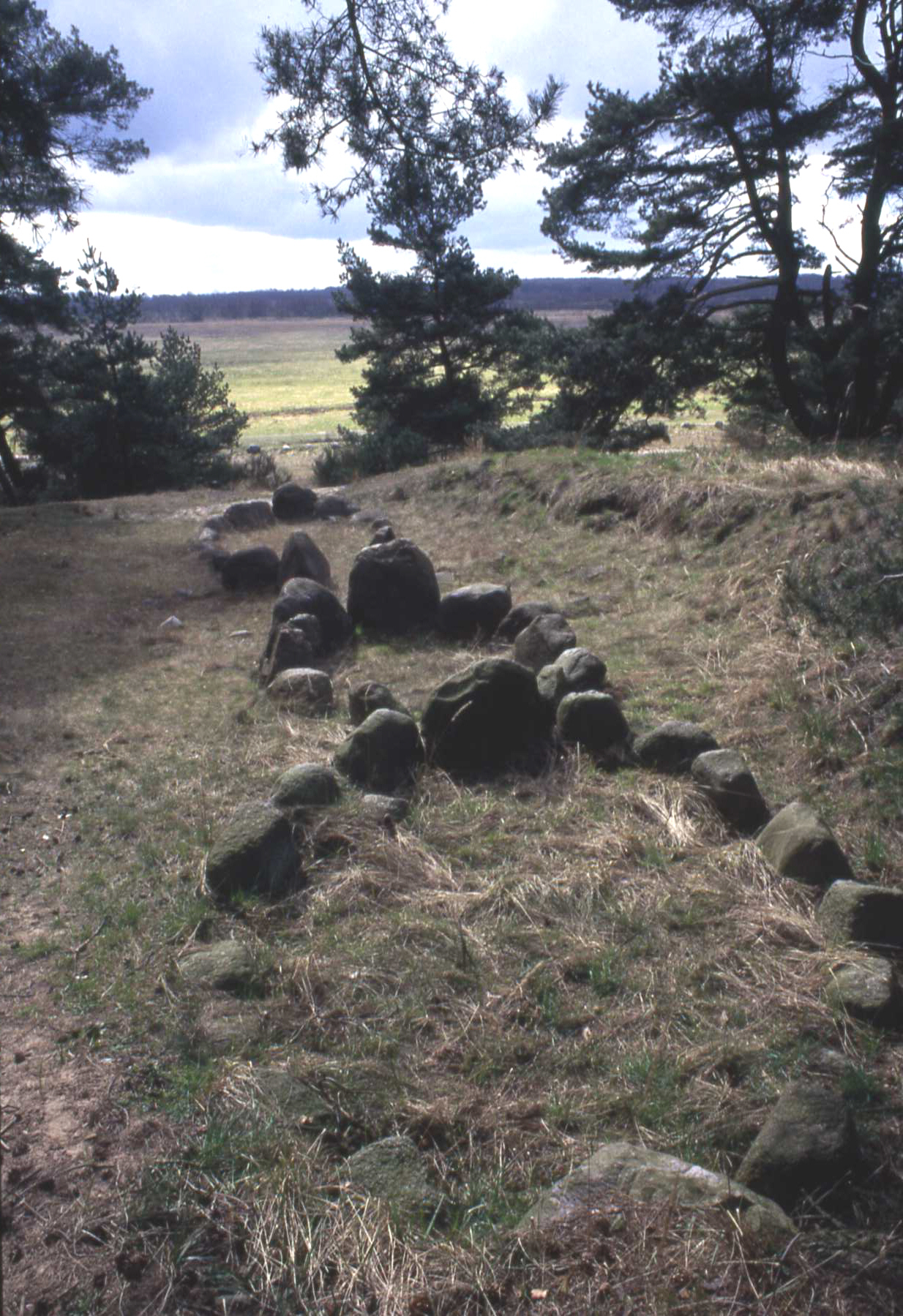
Schiffssetzungen Altes Lager bei Menzlin
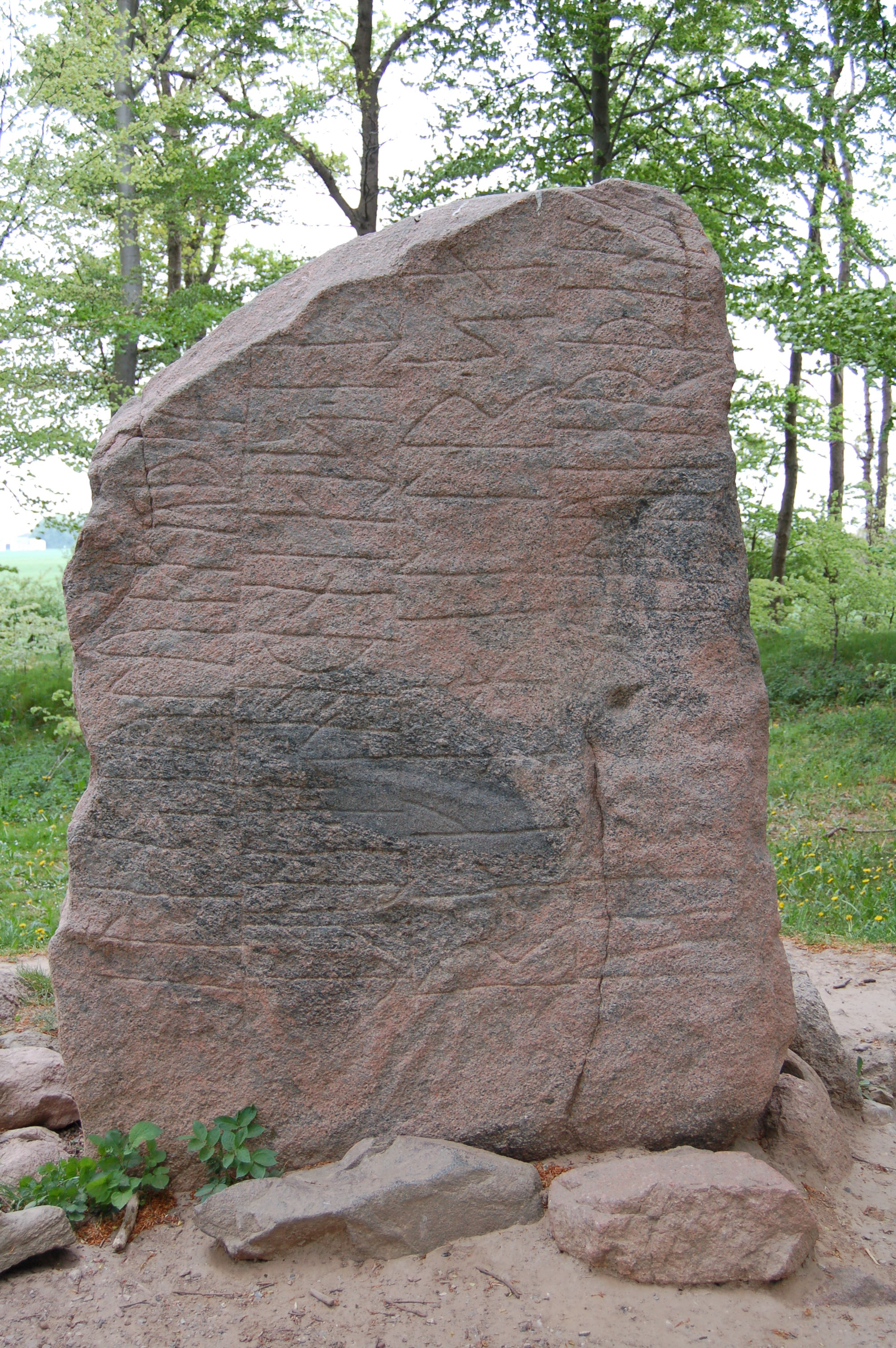
Runenstein der Schiffssetzung von Glavendrup
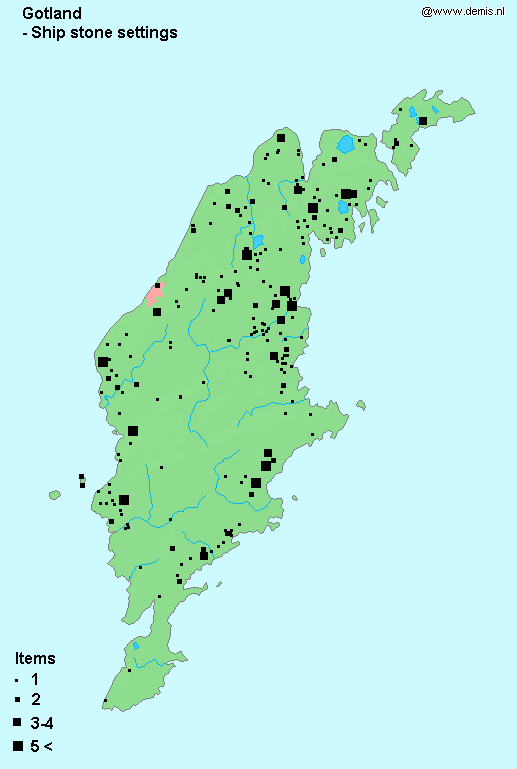
Schiffssetzungen auf Gotland
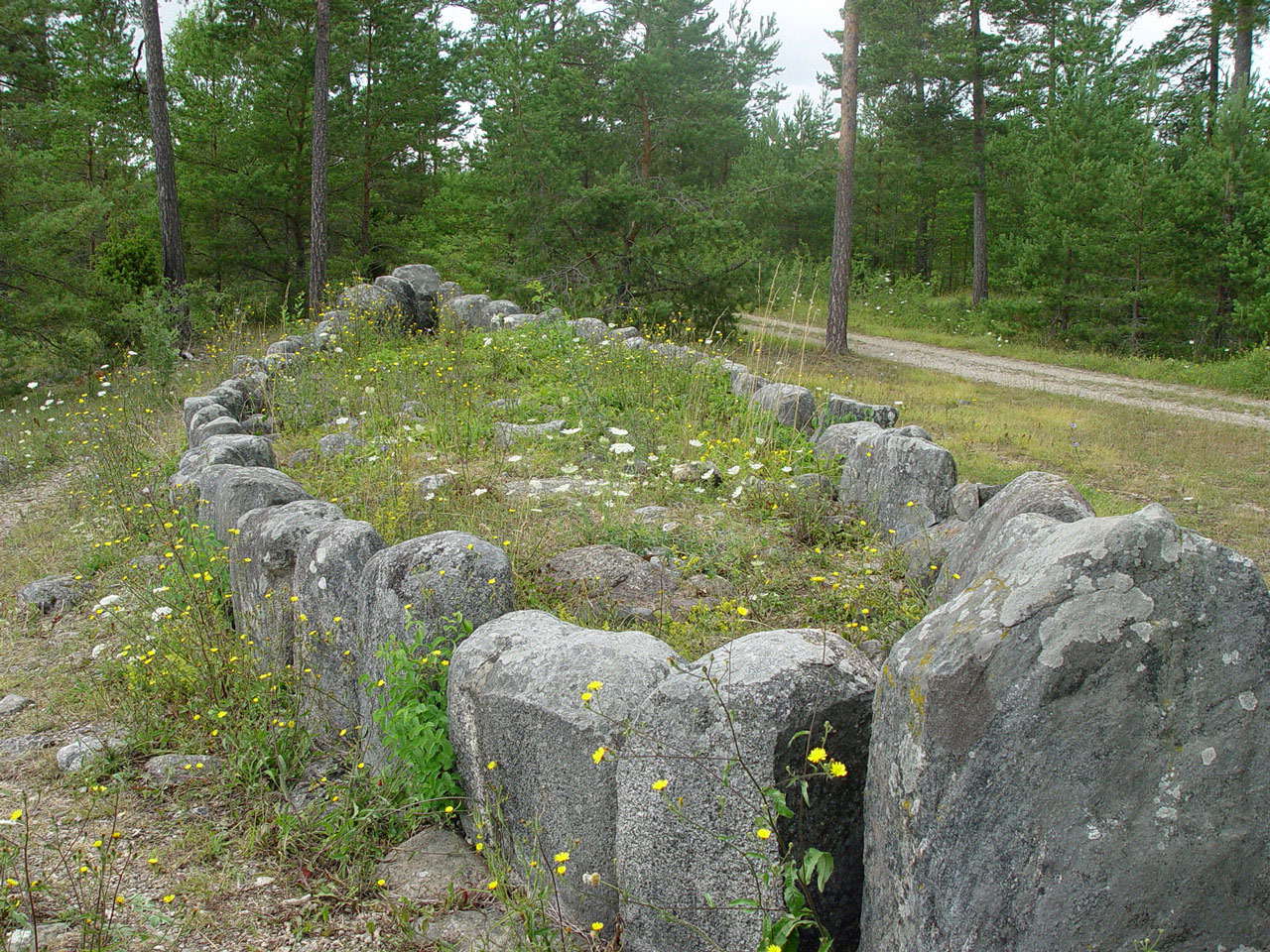
Schiffssetzung Tjelvars Grab auf Gotland
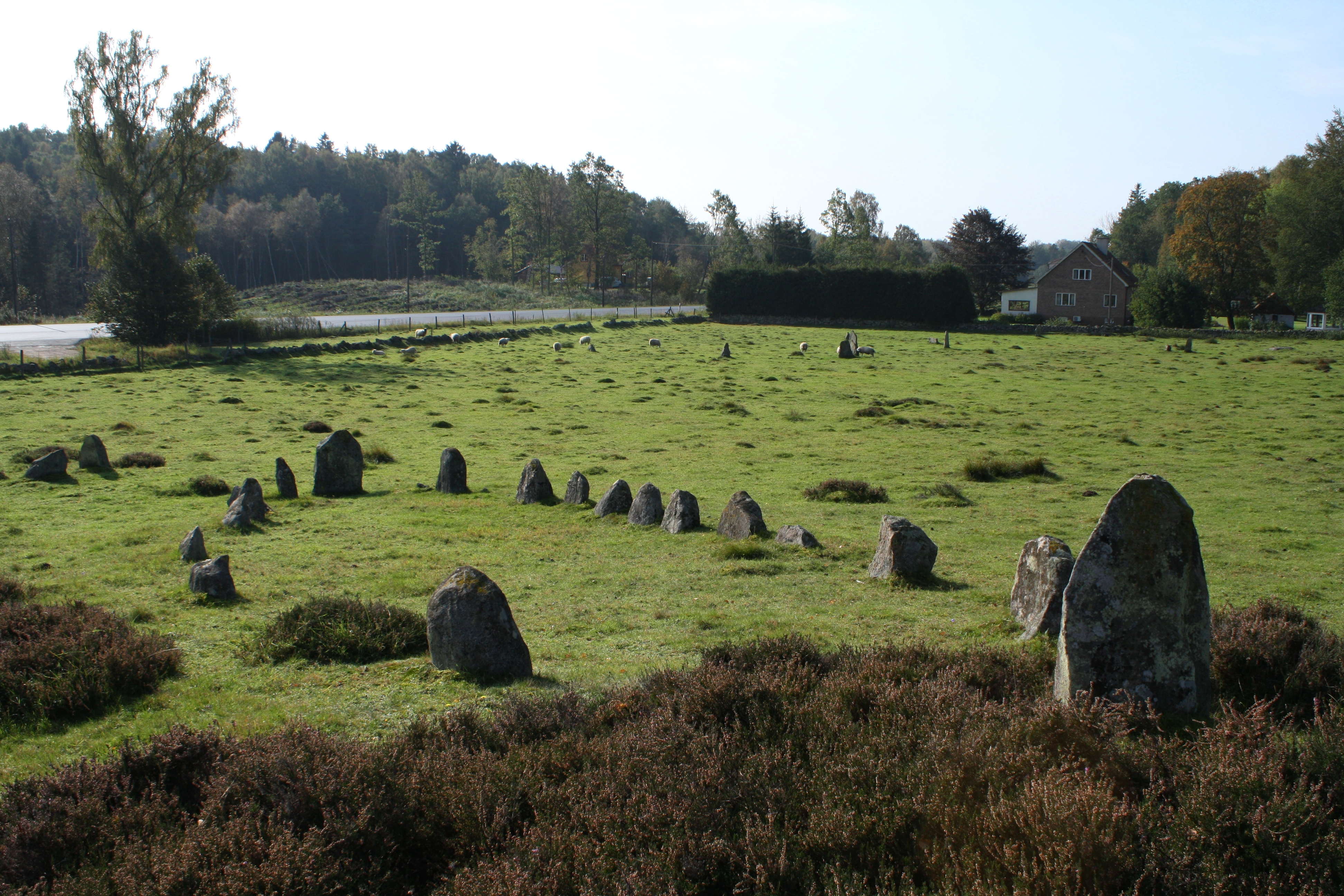
Gräberfeld von Vätteryd
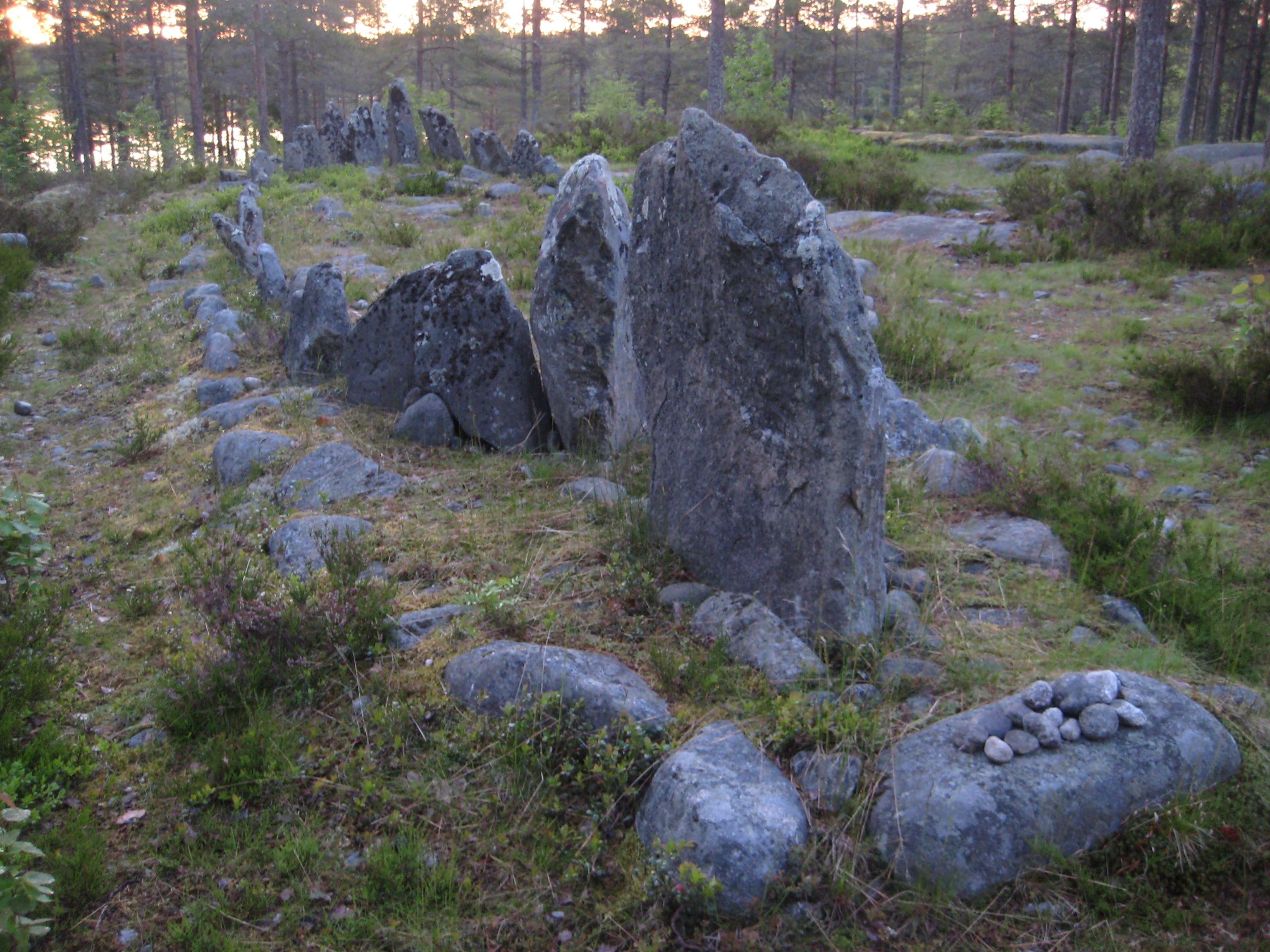
Die Schiffssetzung am Mjösjön ist die nördlichste Schiffssetzung
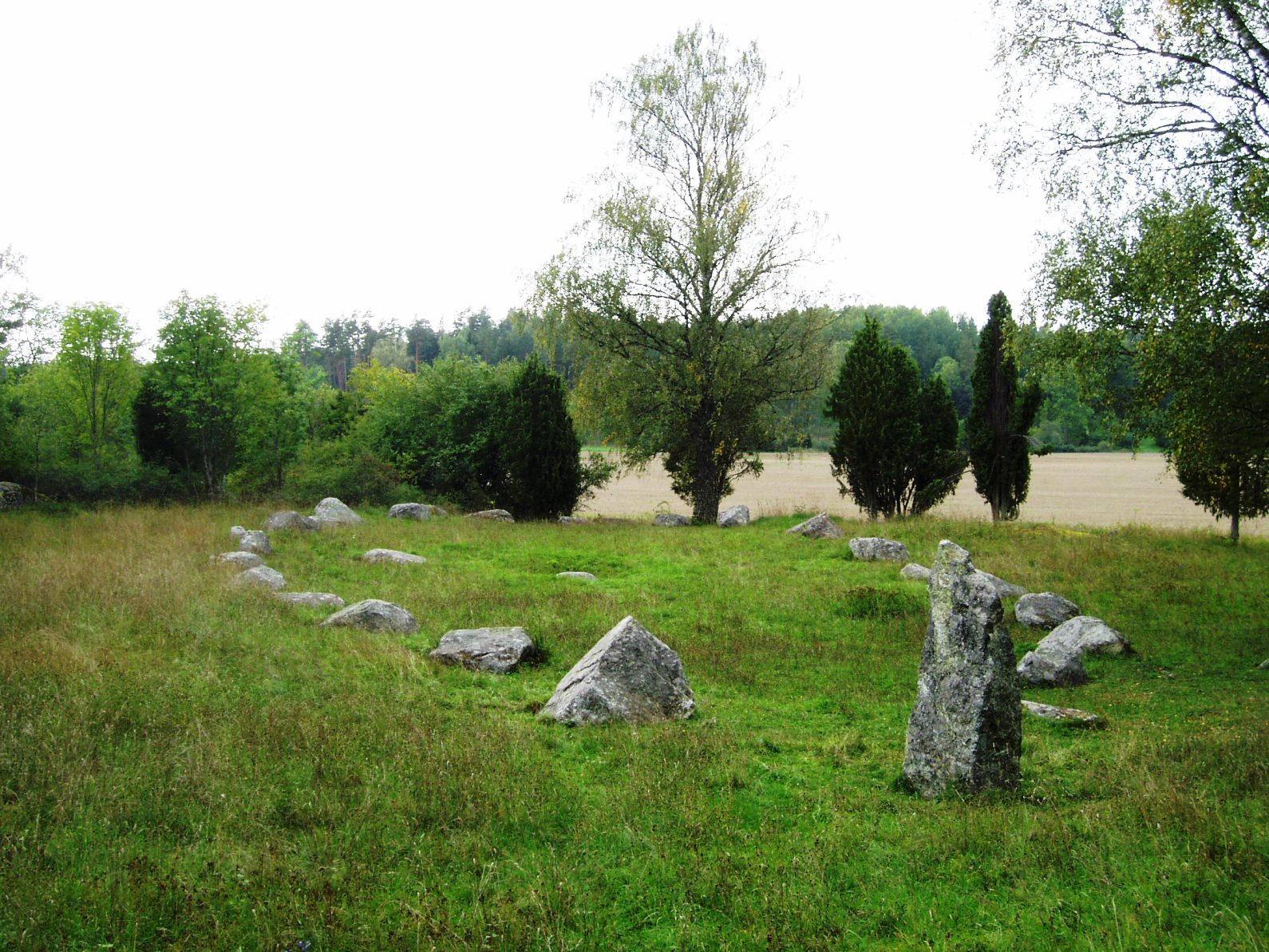
Schiffssetzung von Runsa in Uppland
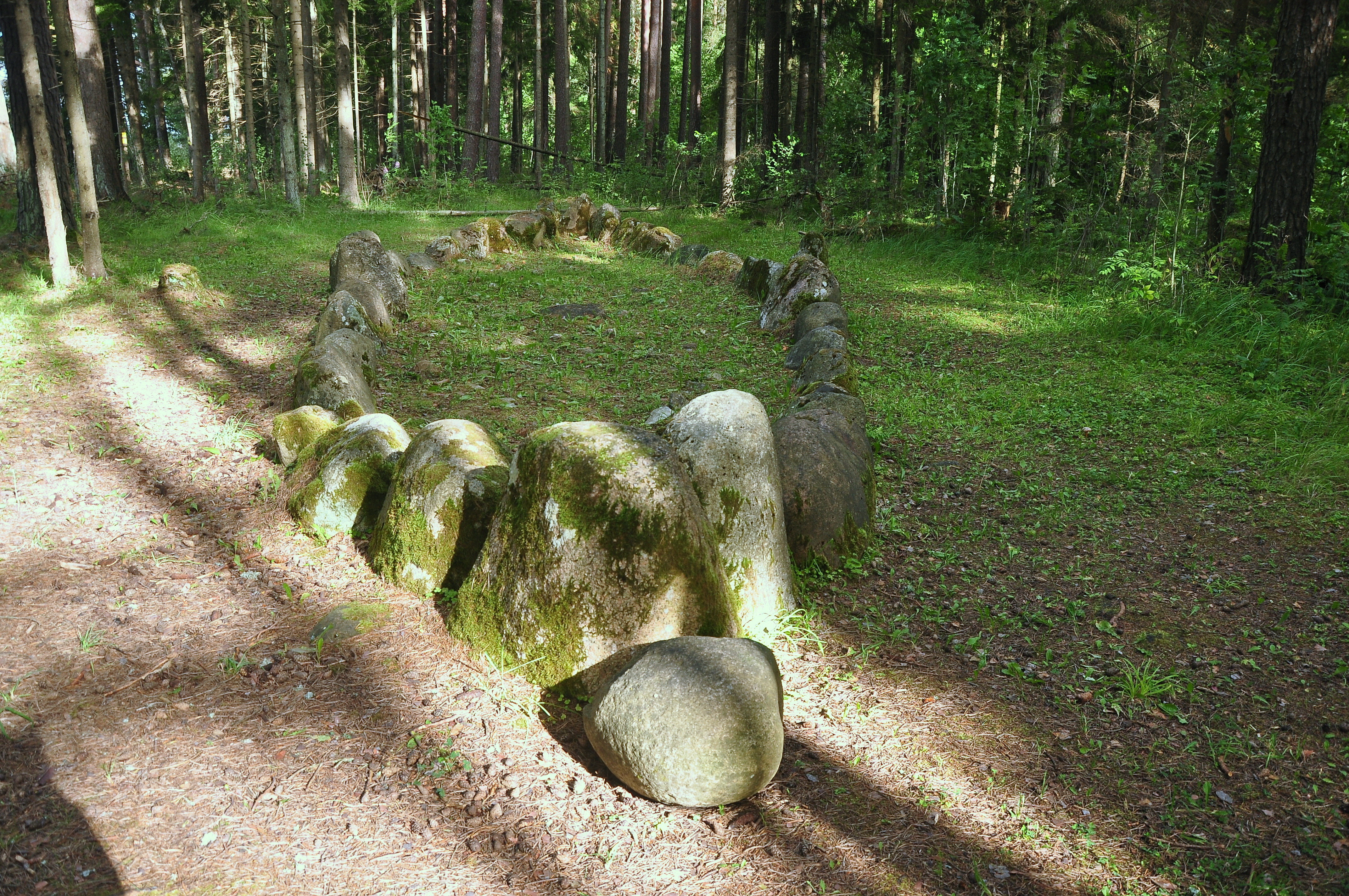
Velna laiva in Bīlavu in Lettland
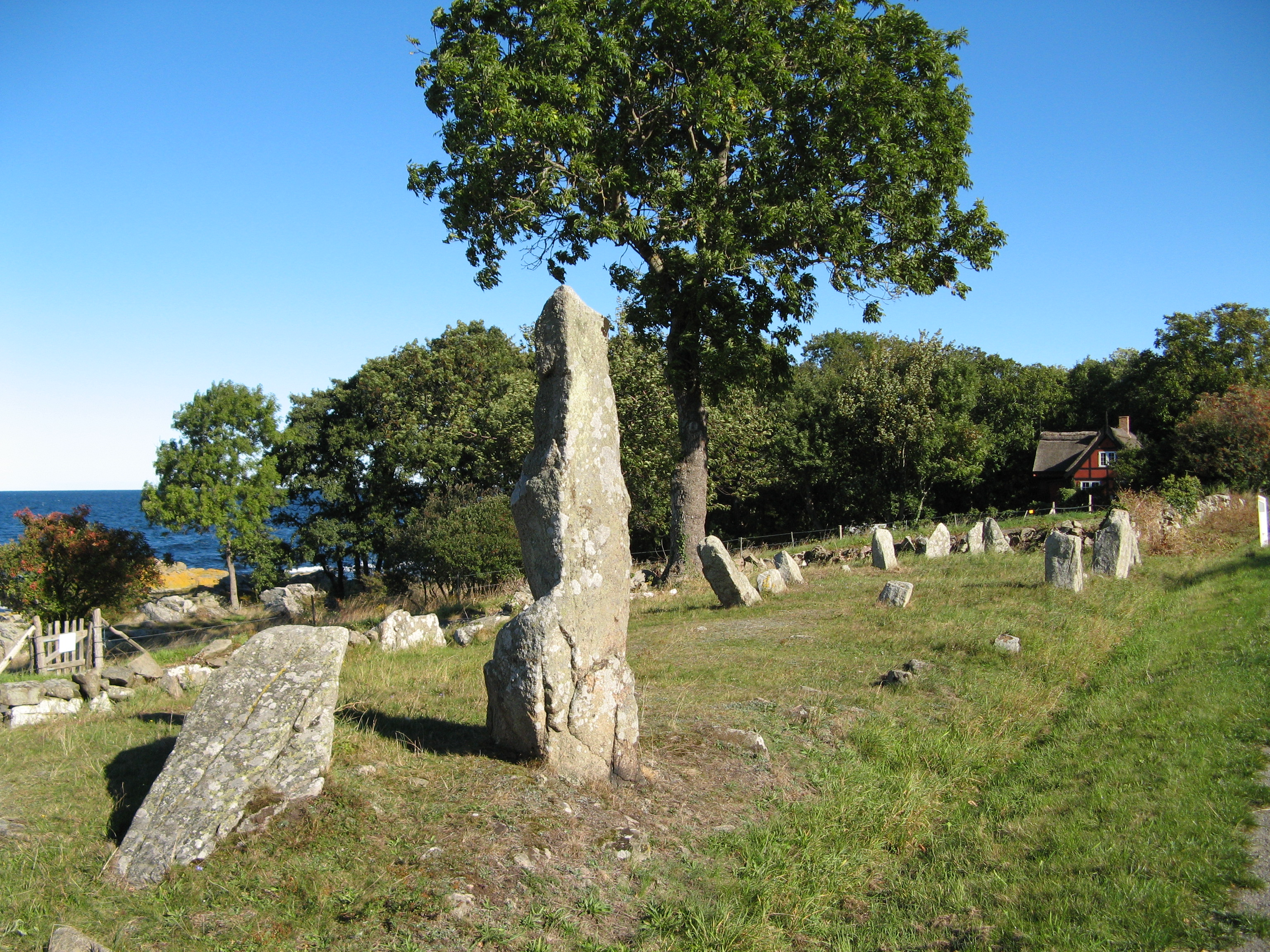
Hellig Kvinde, Bornholm
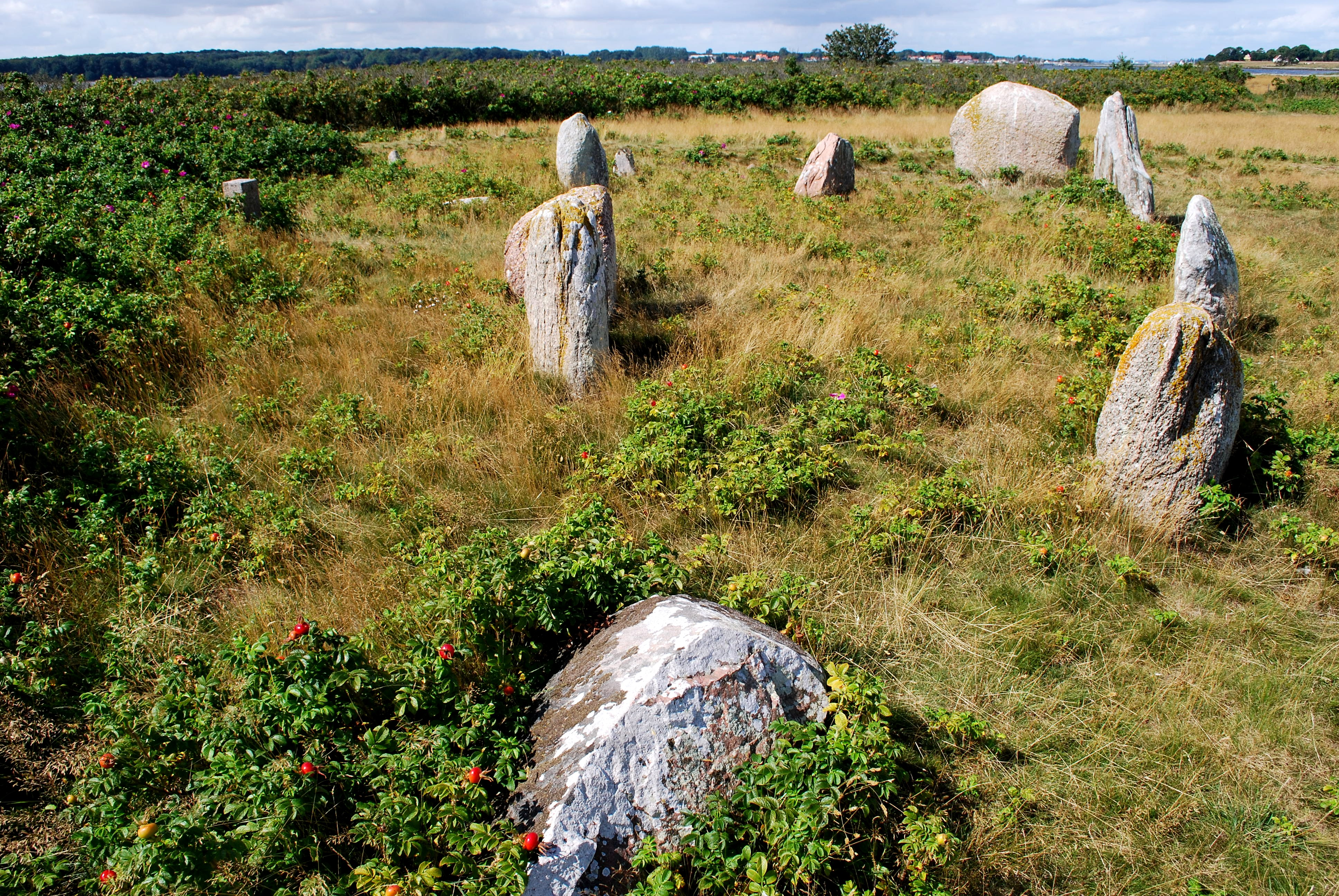
Kalvestenene, Schiffssetzung auf Hjarnø

## Verbreitung
Etwa 2000 Schiffssetzungen finden sich vorrangig im Ostseeraum. Es gibt sie vereinzelt in Estland und Lettland (dort Velna laiva genannt), in Deutschland, in Finnland (auf den Åland-Inseln), auf Island (Mosfellsbær), in Norwegen und in Russland. Besonders groß, alt und zahlreich sind sie jedoch in Dänemark und Schweden, wo in den Südprovinzen (zum Beispiel Småland) zwischen 80 und mehreren hundert Schiffssetzungen vorkommen. Auf der Insel Gotland gibt es noch 350, auf der dänischen Insel Bornholm standen einst 50 dieser Grabmale.

## Beispiele

### Schweden
- Die größte erhaltene Schiffssetzung ist Ales stenar bei Kåseberga an der Südküste der schwedischen Provinz Skåne. 59 Steine bilden hier ein Schiff von 67 m Länge und mittig 19 m Breite. Die Höhe der Steine liegt am Bug bei 3,3 m, am Heck bei 2,5 m und ist im Mittelteil etwa mannshoch. In Schonen gibt es etwa weitere 50 Schiffssetzungen.
- Die Schiffssetzung von Runsa ist eine 56 m lange und 16 m breite Schiffssetzung aus 28 Steinen auf einen Gräberfeld bei Eds in Uppland.
- Ranes Stenar, ein 55 m langes breitovales Schiff aus 24 Steinen liegt bei Askeberga bei Skövde in Västergötland.
- Bei Badelunda am Anundshög in Västmanland liegen gleich fünf Schiffe. Die beiden längsten sind 54 und 51 m lang und aneinander gebaut.
- 50 m lang und 14 m breit ist die Schiffssetzung Stenhed bei Gärsnäs in Schonen.
- Etwa 350 Schiffssetzungen sind auf der Insel Gotland bekannt. Es handelt sich zum Teil um Gruppen mit bis zu fünf Schiffen. Bei Gnisvärd befindet sich mit 47 m Länge die größte Setzung der Insel.
- 45 m Länge hat die Schiffssetzung bei Södra Ugglarp in Schonen.
- 44 m Länge hat die Schiffssetzung auf dem Gräberfeld von Nässja in Östergötland.
- 42 m lang, aber mit den höchsten Bug- und Hecksteinen ausgestattet ist das Schiff auf dem Gräberfeld von Blomsholm in Bohuslän.
- 42 m lang, ist auch die Schiffssetzung von Össlöv in Småland.

- Einige Schiffssetzungen sind auf Öland zu finden, zum Beispiel Karums alvar (Noahs Ark) und auf dem Gräberfeld Gettlinge.
- Einige kleinere Schiffssetzungen gibt es auf den Gräberfeldern von Årby, Gumhem, Hjortsberga und Hjortahammar, einem der größten skandinavischen Gräberfelder.
- Die eisenzeitlichen Schiffssetzungen von Böckersboda wurden 1950 restauriert.
- Die bronzezeitliche Schiffssetzung am Mjösjön in Västerbottens län wurde 1970 restauriert.

- In Färlöv in Schonen wurden die Überreste zweier Schiffssetzungen gefunden, von denen eine zu den größten in Skandinavien gehört. Ihre Länge betrug 80 Meter, die Breite 18 Meter. Beide Setzungen stammen aus dem 8. oder 9. Jahrhundert, also aus der Wikingerzeit.
- Auf dem Schießplatz von Kabusa bei Ystad wurden die Überreste einer 70 m langen Schiffssetzung gefunden.
- 50 m lang und 11 m breit war die Schiffssetzung von Gumpekulla in der Nähe von Linköping in Östergötland

Die bereits während der jüngeren Bronzezeit übliche Sitte, den Toten durch eine Schiffssetzung zu ehren, lebt bis zum Anfang der Eisenzeit fort. Diese jüngeren Schiffssetzungen sind verhältnismäßig kurz und aus kleinen Steinen erbaut, die kaum über der Erdoberfläche reichen. Sie kommen auf Gotland und Bornholm vor.

### Dänemark
Die imposanteste, weil weitgehend erhaltene Schiffssetzung Dänemarks (einst 60 m lang und 12 m breit) steht bei Glavendrup auf Fünen. Ihr ehemaliger Bugstein trägt die längste Runeninschrift Dänemarks. Die Schiffssetzung von Jelling in Jütland von ~940 war mit einst etwa 356 m Länge die größte bekannte Schiffssetzung. Weitere dänische Schiffssetzungen oder deren Reste gibt es:
- bei den Klebæk Høje bei Bække (45 m)
- in Dyndved (bei Stolbro auf Alsen)
- zwischen Ferslev und Venslev im Hornsherred (auf Seeland)
- im Konabbe Skov (auf Langeland)
- in der Højstrup Mark
- bei Vejerslev (etwa 88 m lang und vorwikingerzeitlich) auf Jütland
- in Gammel Lejre (einst 80 m lang) (auf Seeland)
- auf Endelave.

An einigen Orten liegen mehrere Schiffssetzungen nahe beieinander:
- Auf Bornholm befanden sich 50 Schiffssetzungen (so viel wie im übrigen Dänemark zusammen, außer Lindholm Høje). Sie liegen im Troldskoven, bei Egeby, in der Nähe von Enesbjerg und zwischen Svaneke und Gudhjem.
- Die größte Ansammlung wikingerzeitlicher Schiffe, die zumeist nicht solch gewaltige Abmessungen wie die früher entstandenen haben, liegt auf dem Lindholm Høje in Nordjütland.
- Auf Hjarnø befinden sich Reste von 10 – ursprünglich 20 Schiffen – das längste 13 m. Die Insel ist benannt nach dem Skalden Hiarne, der der Sage nach im 1. Jahrhundert kurz König von Dänemark gewesen sein soll, da er das beste Grabgedicht auf den verstorbenen König Frode gedichtet hatte. Er soll hier begraben sein.

### Estland
Die beiden Schiffssetzungen von Lülle (estnisch küla – deutsch Lille) einem Weiler im äußersten Süden der estnischen Insel Saaremaa (deutsch Ösel) in Torgu im Kreis Saare werden auf das 8. Jahrhundert v. Chr. (bronzezeitlich) datiert und weisen Ähnlichkeiten zum Totenkult auf Gotland, in Finnland und Schweden auf. In der Nähe liegen die Jahrhunderte jüngeren Wikingerschiffsgräber von Salme.

### Island
Auf Island wurde die Schiffssetzung von Mosfellsbær entdeckt, nachdem die Steine durch Erosion freigelegt worden waren. Die genauere Zeitstellung ist nicht bekannt, in der Nähe gab es jedoch zahlreiche wikingerzeitliche Funde.

### Irland
In Treanbeg im County Mayo am Lough Feenagh, wo die Wikinger bereits um 848 n. Chr. eine frühe Siedlung anlegten und den Cushalogurt Hort vergruben, hinterließen sie auch mutmaßlich eine Schiffssetzung.

### Lettland
Velna laiva (deutsch Teufelsboote) genannte Schiffssetzungen im Norden Lettlands.

### Norwegen
- Schiffssetzung von Agnes
- Elgesem Gräberfeld mit einer 40 m langen Setzung
- Gräberfeld von Istrehågan
- Schiffssetzung von Øvre Kleppaker
- Die Schiffssetzung von Tingvoll
- Gräberfeld Mølen bei Værvågen
- Skipssetning in Ullerøy, Østfold

### Deutschland
Die einzigen erhaltenen Schiffssetzungen auf deutschem Boden liegen im Areal des Flächennaturdenkmals „Altes Lager“ bei Menzlin im Landkreis Vorpommern-Greifswald in Mecklenburg-Vorpommern.

## Kuriosität

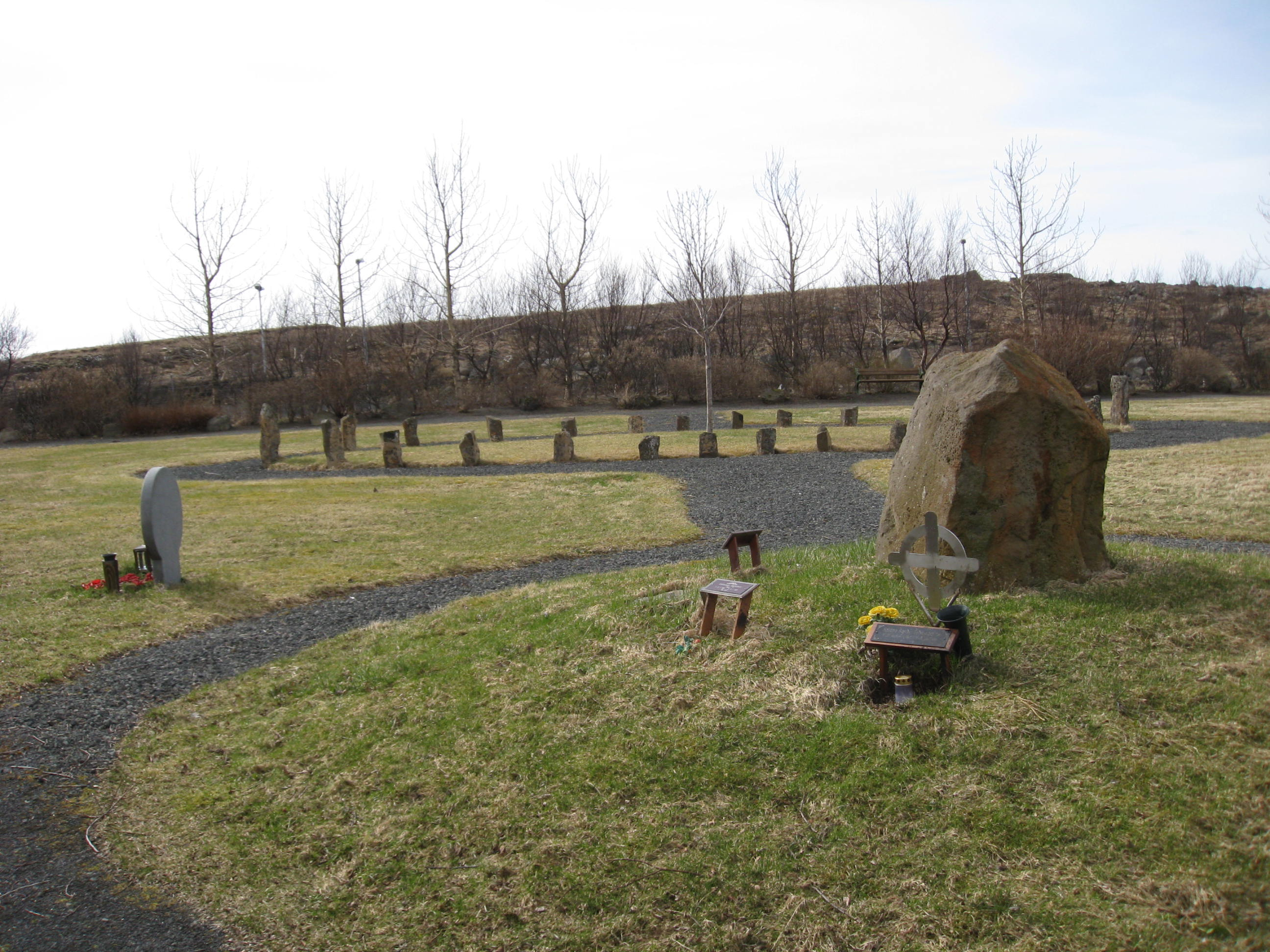
Als Schiffssetzung gestalteter „neuheidnischer“ Friedhof in Reykjavík

Nachbauten vorzeitlicher Monumentarten sind nicht selten. So wurde nach öländischem Vorbild in Norrbottens län 1974 die Schiffssetzung von Nederkalix errichtet. 2008 wurde daneben ein Runenstein aufgestellt. Beides kommt in dieser Region geschichtlich jedoch nicht vor.